# Shengavit Football Club
El Shengavit Football Club (en armenio: Շենգավիթ Ֆուտբոլային Ակումբ - Shengavit Futbolayin Akumb), fue un equipo de fútbol profesional armenio situado en Ereván. Fue disuelto en 1993, refundado en 2008 y de nuevo disuelto en 2014. 

## Historia
Originalmente fue fundado como Koshkagorts Football Club. En 1992, el club se renombró como Shengavit Football Club, representando al Distrito de Shengavit en Ereván. Se disolvió en 1993, dando su lugar en la Primera Liga de Armenia al Yerazank Football Club de Stepanakert.
En 2008, el nombre de Shengavit fue tomado por el Ulisses F.C. para convertirlo en su equipo reserva en la Primera Liga de Armenia. Shengavit como equipo reserva del Ulisses FC, fue campeón de las temporadas 2008 y 2011 de la Primera Liga de Armenia.

## Estadísticas en liga
| Año       | Nombre                 | División                | Posición | J  | G  | E | p  | GF | GC | Pts |
| --------- | ---------------------- | ----------------------- | -------- | -- | -- | - | -- | -- | -- | --- |
| 1990      | Koshkagorts-Nairi F.C. | Liga SSR de Armenia     | 8        | 32 | 14 | 6 | 12 | 62 | 62 | 34  |
| 1991      | Koshkagorts F.C.       | Liga SSR de Armenia     | 6        | 38 | 20 | 2 | 16 | 84 | 67 | 42  |
| 1992      | Shengavit F.C.         | Liga Premier de Armenia | 14       | 22 | 13 | 5 | 4  | 53 | 31 | 31  |
| 1993–2007 | -                      | no participó            | -        | -  | -  | - | -  | -  | -  | -   |
| 2008      | Shengavit F.C.         | Primera Liga de Armenia | 1        | 28 | 18 | 6 | 4  | 56 | 19 | 60  |
| 2009      | Shengavit F.C.         | Primera Liga de Armenia | 2        | 24 | 16 | 4 | 4  | 59 | 32 | 52  |
| 2010      | Shengavit F.C.         | Primera Liga de Armenia | 5        | 24 | 8  | 7 | 9  | 42 | 41 | 31  |
| 2011      | Shengavit F.C.         | Primera Liga de Armenia | 1        | 24 | 17 | 2 | 5  | 53 | 24 | 53  |
| 2012–13   | Shengavit F.C.         | Primera Liga de Armenia | 7        | 36 | 14 | 4 | 18 | 46 | 57 | 46  |

## Palmarés
Primera Liga de Armenia (2)2007/2008, 2010/2011
Subcampeón (1) : 2008/2009